# Стріла часу (роман Бердника)
«Стріла часу» — науково-фантастичний роман радянського українського письменника Олеся Бердника, вперше надрукований 1960 року. Сам автор описував його як фантастичний роман, оскільки виходив у ньому за межі наукових знань.
Твір описує життя Василя Горового, від його дитинства до перетворення на космонавта-посланця людства. Вирушивши в молодості на іншу планету з прибульцем, Василь повертається зі знанням надзвичайних технологій і уявленням про ідеал суспільства. Він бере участь у доленосних подіях, які ведуть людей до знайомства з іншими цивілізаціями та до самовдосконалення.

## Сюжет
Маленький хлопчина Василько Горовий лишається повним сиротою, коли його батько помирає від хвороби в далекому плаванні, а мати не переживає звістки про це. Василька бере на виховання грубий і скупий Данило, що майже не дбає про хлопця. Василько проте сам цікавиться батьковими книгами, зокрема про фантастику та астрономію, та уявляє себе дослідником космосу. Новий директор школи, де той вчиться, Степан Іванович, схвалює інтереси Василька та всиновлює хлопця.
Через багато років, у червні 1953, уже дорослий Василь зустрічає свого викладача Івана Діжу під час рибалки біля Трипілля. Він знайомиться з дивакуватим дідом Данилом і його онуком Льонькою. Вночі біля багаття вони сперечаються про існування життя на інших планетах. За кілька днів Василь отримує листа від своєї знайомої Оксани Гнатенко, яка дякує йому за колишню цікаву розмову, що надихнула її на переосмислення свого життя. Пізніше Льонька розповідає, що бачив появу в лісі дивної великої сфери. Василь, Іван і Данило оглядають сферу та роблять висновок, що це інопланетний апарат. Всередині вони зустрічають гуманоїда Народженого Небом, який пояснює, що розшукує розвинені цивілізації та невдовзі відлетить. Іван і Василь вирішують скористатися нагодою та полетіти з ним, навіть попри те, що прибулець не гарантує повернення.
Оксана безуспішно розшукує Василя, стає першою жінкою-космонавтом, яка висаджується на Місяці в 1960 році. Несподівано 25 травня 1979 року вона отримує листа від давно зниклого Василя. Вони зустрічаються і Василь розповідає, що сталося з ним за минулі 25 років.
Увійшовши в апарат, він прибув до невідомого місця. При цьому Іван отямився помолоділим. Народжений Небом пояснює, що його зореліт «записав» людей і відтворив їх на краю метагалактики. Вони опиняються на космічній станції, де гуманоїд пояснює деякі особливості свого суспільства. Технологічний розвиток жителів станції далеко випереджає людський і земляни лише приблизно уявляють, що їм говорить їхній провідник. Вони походять з планети Осяйної, чия цивілізація існує вже понад 100 тис. років. У давнину вона зайшла в тупик через те, що її наука розвивалася швидше, ніж могли осягнути жителі. Тоді пророк Вогняний Смерч організував Велику Революцію з перебудови організму. Жителі Осяйної змогли харчуватися безпосередньо повітрям, свідомо цілковито контролювати всі процеси в організмі та позбутися сну. Вони збудували тисячі штучних планет, на одній з який тепер перебувають гості з Землі.
Василь, Іван і Народжений Небом спускаються на Осяйну, на якій практично ніхто більше не живе і вона віддана природі. На Народженого Небом там нападає звір, якого він убиває і потім приводить землян до храму-музею. В ньому Василь та Іван дізнаються, що жителі Осяйної колись були дуже схожі на землян. Після цього Народжений Небом повертає людей додому, лишивши їм два циліндри, в яких містяться записи про його цивілізацію.
Користуючись отриманими записами, Василь допомагає в розробці новітніх космічних кораблів. На одному з них, «Лелії», Василь, Іван і Оксана летять на Марс, де виявлено залишки зниклої цивілізації. Та виявляється, що це були не місцеві марсіани, а жителі зруйнованої планети Фаетон, які мали на Марсі свою колонію. Тому Василь на іншому кораблі, «Блискавиці», вирушає в пояс астероїдів дослідити залишки Фаетона. На одному з астероїдів йому вдається знайти труп фаетонця Сіта в скафандрі.
На Землі фаетонця впродовж багатьох місяців оживлюють, він отямлюється та розповідає про події, що сталися десятки мільйонів років тому. Фаетон (Та-іна мовою його жителів) спідкала катастрофа: планета пришвидшувала своє обертання, що спричинило згубні зміни клімату. Тому лідери фаетонських держав ухвалили переселити частину своїх жителів на Марс. Насправді причиною катастрофи була спроба групи змовників зруйнувати цивілізацію, щоб створити нову, якою можна буде легко керувати. Вони збудували на віддаленому архіпелазі величезні ядерні двигуни, які прискорювали обертання Фаетона. Саме Сіт доставив для них паливо з одного з супутників Юпітера, і в спробі знищити архіпелаг потім опинився у відкритому космосі після того, як Фаетон розірвало на частини. Розповівши свою історію, Сіт помирає від наслідків опромінення.
Пізніше астрономи виявляють, що в Сонячну систему з міжзоряного простору прибуває нова планета. В той же час готується 18-ирічний політ до Сіріуса на зорельоті, збудованому за ідеями Василя. Коли нововідкрита планета починає наближення до Землі, на світовому конгресі вирішують скористатися технологіями фаетонців, щоб збудувати в Антарктиді двигуни, що змінять орбіту Землі. Тим часом радянський зореліт «Сіріус» і американський «Вітчизна» спрямовують для дослідження нової планети. Василь входить до складу експедиції.
Висадившись на планету, Василь знаходить у крижаній пустелі печери, населені схожими на людей істотами. Один з них, Боораа, пояснює Василеві, що жителі планети (вони називають її Наа) перемістили її до Сонця через згасання їхньої рідної зорі. Вони встановлюють Наа з протилежного від Землі боку за Сонцем.
Минає ще 20 років. Земляни здійснили польоти до інших зірок, але спосіб подорожей Народженого Небом усе ще лишається загадкою. Василь шукає підказки в сховищі знань на Наа та дізнається, що для наддалеких польотів потрібна матерія надважкої зорі. Її пошуки не увінчуються успіхом, але сфера, в якій подорожували Василь і Іван, виявляється схована в Гімалаях. Принцип її дії Василь описує як «стрілу часу». Скориставшись її двигуном, встановленим на «Вітчизну», перейменовану на «Стрілу часу», представники Землі та Наа вирішають у спільний політ до Осяйної.
Цивілізація Осяйної ділиться з експедицією знаннями та омолоджує її учасників. Ця цивілізація повернулася до життя на рідну планету, усвідомивши своє згубне захоплення всім штучним. Коли мандрівники повертаються в Сонячну систему, там минуло багато років і більше не виявляється Землі та Наа. «Стріла часу» сідає на Марс і проводить там рік. Потім вдається знайти сховище, в якому міститься повідомлення про те, що через наближення вибуху Сонця, Земля та Наа, обладнані двигунами, відлетіли до інших зірок. Згідно з залишеним маршрутом, «Стріла Часу» вирушає на пошуки Землі та Наа. Незадовго до повернення додому Василь помирає, але усвідомлює, що саме життя незнищенне.

## Особливості роману
У романі можна побачити химерне переплетіння ідей суспільного прогресу й трансгуманізму. Характерними у цьому відношенні є два суспільства, показаних у книзі. Перше — мешканці далекої галактики, що давно обігнали земне людство у своєму розвитку, здійснивши Велику Революцію. Велика Революція — це кардинальна зміна своєї природної сутності. Підступивши до своєрідного бар'єру росту у вигляді тілесних обмежень, мешканці далекої планети перебудували свої тіла, відмовилися від споживання тваринної їжі. Згодом їх наука розв'язала проблему старіння. Смерть залишилася, проте кожен із мешканців цієї цивілізації помирає лише тоді, коли виконує своє глобальне життєве призначення, пройде свою «дорогу буття». Власне, усе це дало змогу трансформувати свою, людську природу й колонізувати великі космічні простори. Проте в кінці книги ця цивілізація прийшла до того, що усвідомила, якою хибою є відхід від природи, стала жити у гармонії з давно покинутою колискою — планетою, яка знову заселяється розумними мешканцями. Друге суспільство — мешканці «мандрівної планети», що прилетіла до Сонячної системи і вбудувалася в орбіту Землі (по той бік Сонця). На цій планеті склалося особливе, майже матріархальне суспільство, що живе в достатку, проте довго було обмежене в розвитку.

## Сприйняття
Український лінгвіст Поль Донець писав, що захоплення Олеся Бердника наукою, бачення її чинником еволюції людини та перетворення всесвіту задля побудови оптимістичного майбутнього, перебувало в загальній течії радянської фантастики. Разом з тим він розвивав раніші ідеї Володимира Вернадського та Костянтина Ціолковського про те, що людина майбутнього буде тілесно іншою. Характерна риса творчості Бердника, присутня і в «Стрілі часу», полягає в передачі величі науки релігійними метафорами.
Український філолог Олександр Кіхно припустив, що Василь Горовий — це інкарнація героя із «Шляхів Титанів» і самого Бердника. В романі даний приблизний, але хронологічно доволі точний прогноз першого польоту людини в космос і висадки на Місяць. Попри радянську цензуру, Бердник, на думку Олександра Кіхно, помістив до свого роману натяк на український контекст описаного майбутнього: «Діти твої бігають, граючись в пісочку посеред скверу — це ж для них блакитно-золоті обриси майбутнього, що видніється в тумані часу».

## Переклади
У 2017 році М. Теракотін переклав роман російською мовою.